# Televicentro (Honduras)
Televicentro anche nota semplicemente come TVC è una rete televisiva dell'Honduras, situata nella capitale della nazione, Tegucigalpa. La rete è stata fondata nel 1987 per unificare in una sola emittente i tre canali televisivi Canal 5, Canales 3 y 7 e Telecadena 7 y 4, permettendo loro di avere una maggiore copertura. Nel 2011 Salvador Nasralla,  giornalista sportivo e presentatore televisivo di Televicentro, ha fondato il Partito Anticorruzione (spagnolo: Partido Anticorrupción, PAC) che è un partito politico centrista in Honduras.